# The Voice (Austrália)
The Voice é um talent show australiano que estreou no canal Nine Network em 15 de Abril de 2012. Baseado na competição musical The Voice of Holland, a série foi criada pelo produtor de televisão holandês John de Mol.
Na primeira temporada, o programa foi apresentado por Darren McMullen, enquanto Delta Goodrem, Keith Urban, Joel Madden e Seal serviram como técnicos vocais.
Em 27 de abril de 2012, The Voice foi renovado para uma segunda temporada. A temporada continuará com a mesma equipe, exceto Keith Urban, que será substituído por Ricky Martin.

## Descrição

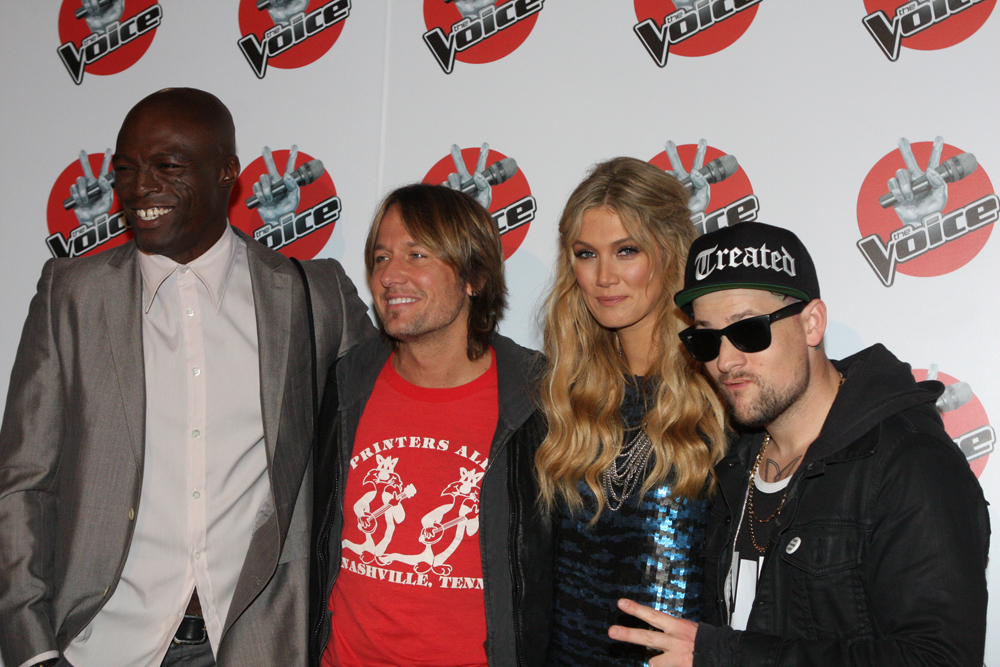
Os quatro técnicos originais.

A série faz parte da franquia The Voice e é baseado em um formato de competição semelhante ao da Holanda, intitulado The Voice of Holland. O vencedor recebe um contrato com a gravadora Universal Music Austrália, um Ford Focus Titanium e  R$ 100.000,00.

### Formato
A série consiste em três fases: uma audição às cegas, uma fase de duelos e shows ao vivo. Quatro técnicos, todos artistas notáveis, escolhem as equipes de concorrentes por meio de um processo de audição. Cada juiz tem o tempo da performance do competidor (cerca de um minuto) para decidir se ele ou ela quer o competidor em sua equipe, se existirem dois ou mais juízes que queiram o mesmo cantor (como acontece frequentemente), o competidor tem a escolha final sobre o técnico.
Cada equipe de cantores é orientada e desenvolvida pelo seu técnico respectivo. Na segunda etapa, chamada de fase de duelos, os técnicos formam duplas de membros de sua equipe para uma batalha musical, onde os adversários cantam a mesma canção em conjunto e o técnico escolhe qual membro da equipe avançará para a fase de shows ao vivo. Dentro da primeira rodada ao vivo, os sobreviventes competem um com o outro, com os votos do público a determinar quem irá avançar para a próxima fase, enquanto o técnico escolhe qual dos três restantes permanecerá na equipe.
Na fase final, os competidores restantes competem uns contra os outros em transmissões ao vivo. O público de televisão e os técnicos decidem quem irá para a final. Com membro que permaneceu na equipe competem entre si na final com o resultado decidido unicamente pelo voto do público.

### Desenvolvimento
Em 29 de maio de 2011, o The Daily Telegraph noticiou que a Nine Network iria transmitir The Voice no final de 2011. No entanto, dois meses depois, foi informado que o show iria estrear no início de 2012, e que a emissora estaria negociando a presença de pelo menos um artista internacional (especialmente um norte-americano) para conduzir seu painel de técnicos no reality, onde havia rumores de que estes seriam Christina Aguilera, George Michael, Usher, Pink e Gwen Stefani.
Em setembro de 2011, o jornal Herald Sun informou que a Nine Network estava planejando assinar contrato com a juíza do Australia's Got Talent, Dannii Minogue, como um dos técnicos. Mais tarde foi manisfetado publicamente interesses de Anthony Callea, Vanessa Amorosi e Ashley Roberts nos papéis de técnicos, contudo, Keith Urban, Delta Goodrem, Seal e Joel Madden foram finalmente confirmados como os quatro técnicos para a primeira temporada.
Darren McMullen foi anunciado como o apresentador do programa em janeiro de 2012. Além disso, Ricki-Lee Coulter (com Seal), Darren Hayes (Goodrem), Megan Washington (Urban) e Benji Madden (Joel) emparelharam-se com os técnicos como mentores para os seus concorrentes. Em 10 de maio de 2012, Faustina Agolley foi anunciada como a correspondente de mídia social durante os shows ao vivo.

### Produção
As filmagens para a fase de audições da competição começaram em 19 de fevereiro 2012 na Fox Studios em Sydney, com 121 cantores presentes nesta fase do processo de seleção. O primeiro dia de filmagem resultou no afastamento de centenas de membros da platéia no estúdio devido à sobrerreserva do evento por um agente de reservas externo. As filmagens para as rodadas de duelos começaram no final de março.

### Linha do tempo dos técnicos
| Técnico | Técnico             | Temporadas | Temporadas | Temporadas | Temporadas | Temporadas | Temporadas | Temporadas | Temporadas | Temporadas | Temporadas | Temporadas |
| Técnico | Técnico             | 1          | 2          | 3          | 4          | 5          | 6          | 7          | 8          | 9          | 10         | 11         |
| ------- | ------------------- | ---------- | ---------- | ---------- | ---------- | ---------- | ---------- | ---------- | ---------- | ---------- | ---------- | ---------- |
|         | Delta Goodrem       |            |            |            |            |            |            |            |            |            |            |            |
|         | Joel Madden         |            |            |            |            |            |            |            |            |            |            |            |
|         | Seal                |            |            |            |            |            |            |            |            |            |            |            |
|         | Keith Urban         |            |            |            |            |            |            |            |            |            |            |            |
|         | Ricky Martin        |            |            |            |            |            |            |            |            |            |            |            |
|         | Kylie Minogue       |            |            |            |            |            |            |            |            |            |            |            |
|         | will.i.am           |            |            |            |            |            |            |            |            |            |            |            |
|         | Jessie J            |            |            |            |            |            |            |            |            |            |            |            |
|         | Joel & Benji Madden |            |            |            |            |            |            |            |            |            |            |            |
|         | Ronan Keating       |            |            |            |            |            |            |            |            |            |            |            |
|         | Boy George          |            |            |            |            |            |            |            |            |            |            |            |
|         | Kelly Rowland       |            |            |            |            |            |            |            |            |            |            |            |
|         | Joe Jonas           |            |            |            |            |            |            |            |            |            |            |            |
|         | Guy Sebastian       |            |            |            |            |            |            |            |            |            |            |            |
|         | Jessica Mauboy      |            |            |            |            |            |            |            |            |            |            |            |
|         | Rita Ora            |            |            |            |            |            |            |            |            |            |            |            |

## Sumário
Legenda de cores
| Time Delta Time Joel Time Keith Time Seal | Time Ricky Time Kylie Time Will Time Madden | Time Jessie Time Ronan Time George Time Kelly | Time Joe Time Guy Time Jess Time Rita |

| Temp. | Ano  | Vencedor(a)        | Vice            | Terceiro lugar  | Quarto lugar    | Quarto lugar    | Técnico/a vencedor(a) | Apresentador(a) | Apresentador(a)  |
| Temp. | Ano  | Vencedor(a)        | Vice            | Terceiro lugar  | Quarto lugar    | Quarto lugar    | Técnico/a vencedor(a) | Principal       | Bastidores       |
| ----- | ---- | ------------------ | --------------- | --------------- | --------------- | --------------- | --------------------- | --------------- | ---------------- |
| 1     | 2012 | Karise Eden        | Darren Percival | Rachael Leahcar | Sarah De Bono   | Sarah De Bono   | Seal                  | Darren McMullen | Faustina Agolley |
| 2     | 2013 | Harrison Craig     | Luke Kennedy    | Celia Pavey     | Danny Ross      | Danny Ross      | Seal                  | Darren McMullen | Faustina Agolley |
| 3     | 2014 | Anja Nissen        | Jackson Thomas  | Johnny Rollins  | Frank Lakoudis  | ZK              | will.i.am             | Darren McMullen | Não houve        |
| 4     | 2015 | Ellie Drennan      | Joe Moore       | Nathan Hawes    | Liam Maihi      | Liam Maihi      | Jessie J              | Darren McMullen | Sonia Kruger     |
| 5     | 2016 | Alfie Arcuri       | Adam Ladell     | Tash Lockhart   | Ellen Reed      | Ellen Reed      | Delta Goodrem         | Sonia Kruger    | Não houve        |
| 6     | 2017 | Judah Kelly        | Hoseah Partsch  | Fasika Ayallew  | Lucy Sugerman   | Lucy Sugerman   | Delta Goodrem         | Sonia Kruger    | Não houve        |
| 7     | 2018 | Sam Perry          | Bella Paige     | Sheldon Riley   | Aydan Calafiore | Aydan Calafiore | Kelly Rowland         | Sonia Kruger    | Não houve        |
| 8     | 2019 | Diana Rouvas       | Daniel Shaw     | Zeek Power      | Jordan Anthony  | Jordan Anthony  | Boy George            | Sonia Kruger    | Não houve        |
| 9     | 2020 | Chris Sebastian    | Johnny Manuel   | Siala Robson    | Stellar Perry   | Stellar Perry   | Kelly Rowland         | Darren McMullen | Renee Bargh      |
| 10    | 2021 | Bella Taylor Smith | Mick Harrington | Arlo Sim        | G-Nat!on        | G-Nat!on        | Guy Sebastian         | Sonia Kruger    | Não houve        |
| 11    | 2022 | Lachie Gill        | Thando Sikwila  | Jordan Tavita   | Faith Sosene    | Faith Sosene    | Rita Ora              | Sonia Kruger    | Não houve        |

Primeira temporada

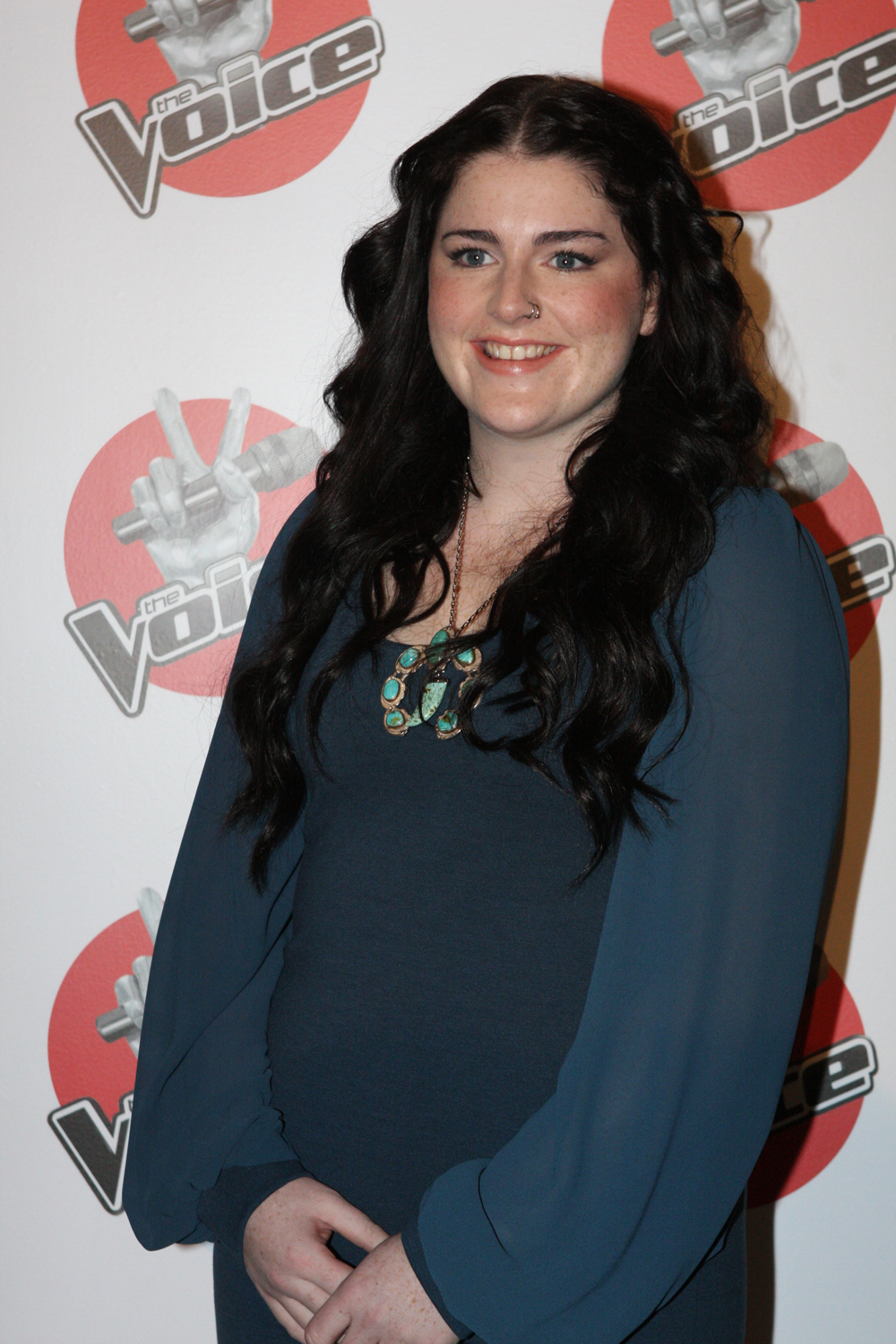
A vencedora da primeira temporada, Karise Eden.

A primeira temporada teve início em 15 de abril de 2012 e terminou em 18 de junho do mesmo ano. Karise Eden (Time Seal) foi a vencedora. Darren Percival (Time Keith), Rachael Leahcar (Time Delta) e Sarah De Bono (Time Joel), ocuparam a 2ª, 3ª e 4ª posição, respectivamente.
Segunda temporada
A segunda temporada do programa foi anunciada em 27 de abril de 2012. Seal, Joel Madden e Delta Goodrem confirmaram seus respectivos retornos. Mais tarde foi confirmado que Keith Urban não estaria participando da nova temporada devido a outros compromissos.
| “ | Por mais que eu queira fazer isso de novo, a gravação e promoção de um novo álbum, uma turnê e outros compromissos irão me impedir de estar na segunda temporada. | ” |

No final de novembro, foi anunciado que o cantor Ricky Martin substituiria Keith Urban. "Ele vai trazer uma grande experiência ao nosso painel de jurados, a qual poderá transmitir aos artistas do The Voice em 2013. Todos nós achamos que ele é a adição perfeita,” disse o diretor da emissora, Michael Healy.
Terceira temporada
Após a segunda temporada, Seal deixou a sua cadeira para se dedicar a produção de seu próximo álbum, sendo substituído por will.i.am. Delta Goodrem também deixou a cadeira de jurados da versão adulta do talent show , para a versão kids do programa. Foi substituída por Kylie Minogue. A vencedora da terceira temporada foi Anja Nissen, do time de will.i.am.

## Técnicos e finalistas
– Técnico vencedor
     – Técnico vice-campeão
     – Técnico em terceiro lugar
     – Técnico em quarto lugar
| Temp. | Técnicos e finalistas[i]                                                              | Técnicos e finalistas[i]                                                            | Técnicos e finalistas[i]                                                                      | Técnicos e finalistas[i]                                                        |
| --- | ------------------------------------------------------------------------------------- | ----------------------------------------------------------------------------------- | --------------------------------------------------------------------------------------------- | ------------------------------------------------------------------------------- |
| Temp. | Seal                                                                                  | Joel Madden                                                                         | Delta Goodrem                                                                                 | Keith Urban                                                                     |
| 1 | Karise Eden Fatai V Chris Sebastian Emma-Louise Birdsall Sam Ludeman Michael Duchesne | Sarah De Bono Ben Hazlewood Prinnie Stevens Lakyn Heperi Laura Bunting Carmen Smith | Rachael Leahcar Glenn Cunningham Danni Da Ros Viktoria Bolonina Matt Hetherington Ben Bennett | Darren Percival Diana Rouvas Adam Martin Brittany Cairns Taga Paa Jimmy Cupples |
| 2 | Seal                                                                                  | Joel Madden                                                                         | Delta Goodrem                                                                                 | Ricky Martin                                                                    |
| 2 | Harrison Craig Mitchell Anderson Alex Gibson Jac Stone                                | Danny Ross Kiyomi Vella Michael Stangel Michael Paynter                             | Celia Pavey Steve Clisby Jackie Sannia Tim Morrison                                           | Luke Kennedy Miss Murphy Simon Meli Caterina Torres                             |
| 3 | will.i.am                                                                             | Kylie Minogue                                                                       | Joel Madden                                                                                   | Ricky Martin                                                                    |
| 3 | Anja Nissen ZK Gabriel & Cecilia Mat Verevis                                          | Johnny Rollins Kat Jade Robbie Balmer John Lingard                                  | Frank Lakoudis Holly Tapp Isaac McGovern Taila Gouge                                          | Jackson Thomas Sabrina Batshon Elly Oh C Major                                  |
| 4 | Ricky Martin                                                                          | Jessie J                                                                            | Delta Goodrem                                                                                 | Joel & Benji                                                                    |
| 4 | Liam Maihi Naomi Price Gail Page Scott Newnham                                        | Ellie Drennan Simi Vuata Amber Nichols Cath Adams                                   | Lyndall Wennekes Caleb Jago-Ward Rik-E-Ragga Nicolas Duquemin                                 | Joe Moore Nathan Hawes Peta Evans-Taylor Tameaka Powell                         |
| 5 | Ronan Keating                                                                         | Jessie J                                                                            | Delta Goodrem                                                                                 | Joel & Benji                                                                    |
| 5 | Tash Lockhart Mitch Gardner Georgia Wiggins Emad Younan                               | Ellen Reed Jack Pellow Mikaela Dean Brianna Holm                                    | Alfie Arcuri Adam Ladell Kim Sheehy Elle Murphy                                               | Andrew Loadsman Aaliyah Warren Lane Sinclair Lexi Clark                         |
| 6 | Seal                                                                                  | Delta Goodrem                                                                       | Kelly Rowland                                                                                 | Boy George                                                                      |
| 6 | Lucy Sugerman Berni Harrison Rennie Adams                                             | Judah Kelly Claire Howell Tim Conlon                                                | Fasika Ayallew Spencer Jones Bojesse Pigram                                                   | Hoseah Partsch Sarah Stone Robin Johnson                                        |
| 7 | Boy George                                                                            | Kelly Rowland                                                                       | Delta Goodrem                                                                                 | Joe Jonas                                                                       |
| 7 | Sheldon Riley Chang Po Ching Luke Anthony                                             | Sam Perry Bella Paige AP D'Antonio Brock Ashby                                      | Ben Clark Jacinta Gulisano Trent Bell                                                         | Aydan Calafiore Ben Sekali Sally Skelton                                        |
| 8 | Kelly Rowland                                                                         | Guy Sebastian                                                                       | Delta Goodrem                                                                                 | Boy George                                                                      |
| 8 | Zeek Power Denzel Lara Dabbagh Rebecca Selley                                         | Chynna Taylor Jack Vidgen Mitch Paulsen Elsa Clement                                | Daniel Shaw Jordan Anthony Sheldon Riley Natasha Stuart                                       | Diana Rouvas Lee Harding Madi Krstevski Carlos C Major                          |
| 9 | Guy Sebastian                                                                         | Delta Goodrem                                                                       | Boy George                                                                                    | Kelly Rowland                                                                   |
| 9 | Johnny Manuel Timothy James Bowen Adam Ludewig Matt Gresham Stephanie Cole            | Stellar Perry Jesse Teinaki Clarissa Spata Goldi Steve Clisby                       | Siala Robson Masha Mnjoyan Angela Fabian Elyse Sene-Lefao Virginia Lillye                     | Chris Sebastian Mark Furze Alex Weybury Despina Savva Lyric McFarland           |
| 10 | Keith Urban                                                                           | Rita Ora                                                                            | Jessica Mauboy                                                                                | Guy Sebastian                                                                   |
| 10 | Arlo Sim Lau Abend                                                                    | G-Nat!on Sian Fuller                                                                | Mick Harrington Ella Monnery                                                                  | Bella Taylor Smith Jordan Fuller                                                |
| Os participantes vencedores estão em negrito, os participantes finalistas em itálico e os demais participantes separados por ordem de eliminação. |                                                                                       |                                                                                     |                                                                                               |                                                                                 |

## Prêmios
| Ano  | Prêmio       | Categoria                                     | Indicado    | Resultado | Ref    |
| ---- | ------------ | --------------------------------------------- | ----------- | --------- | ------ |
| 2013 | AACTA Awards | Melhor Reality de TV                          | Julie Ward  | Indicado  | [ 21 ] |
| 2013 | Logie Award  | Programa de entretenimento leve mais popular  |             | Venceu    | [ 22 ] |
| 2013 | Logie Award  | Novo talento masculino mais popular           | Joel Madden | Venceu    | [ 22 ] |
| 2013 | Logie Award  | Programa de entretenimento leve mais marcante |             | Indicado  | [ 22 ] |